# 準衛星

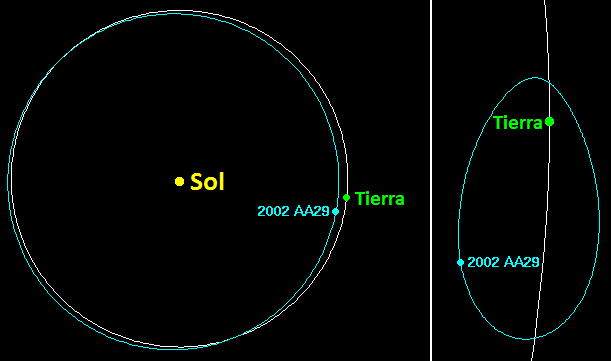
地球の準衛星2002 AA_{29}の軌道 - 太陽 (Sol) から見ると、地球 (Tierra) と2002 AA_{29}はほぼ同一の軌道にある2つの天体に見える。一方地球からは、2002 AA_{29}は地球を周回する衛星のように見える。

準衛星（じゅんえいせい、英: quasi-satellite）あるいは擬似衛星（ぎじえいせい）とは、ある惑星から観察するとその惑星を周回しているように見える小天体である（理論上は彗星も考えられるが発見されているのは小惑星のみである）。
準衛星は地球などのある惑星と全く同一の公転周期で恒星を周回する。そのため、惑星から見れば公転周期でもとの場所に戻るため、惑星の周りを公転しているように見える。しかし、力学的には惑星ではなく太陽の周りを回っており、惑星のヒル圏には属しておらず、衛星ではない。
通常は離心率が大きい楕円軌道を取る。近日点付近では惑星を追い越し、惑星の前方で惑星軌道の外側に出、遠日点付近では惑星に追い抜かれ、惑星の後方で惑星軌道の内側に入る。これを惑星の公転と共に回転する座標系から見れば、惑星を周る細長い楕円軌道を通っているように見えるが、絶対座標から見れば惑星からほぼ同じ方向にあり、少しずれて太陽の周りを回っているだけである。
トロヤ群も、惑星と同じ公転周期であり、似た軌道の特徴を持つ。しかし、惑星から見て同じ方向にあり、惑星から距離があることもあり、準衛星ではない。

## 既知の準衛星

### 地球
2017年現在、地球は (3753) クルースン、(10563) イジュドゥバル、(54509) YORP 、(66063) 1998 RO1 、(85770) 1998 UP1 、(85990) 1999 JV6 、(164207) 2004 GU9 、(277810) 2006 FV35 、2001 GO2 、2002 AA29 、2003 YN107 、2006 JY26 、2010 SO16 、2012 FC71 、2013 BS45 、(469219) Kamoʻoalewa の馬蹄形軌道を持つ準衛星もしくはその候補を持っている。これらは、数十年から数百年間、一時的に準衛星として振舞う軌道を持つ。なお (66063) 1998 RO1 は衛星 S/2001 (66063) 1 を持つ。

### 金星
金星には 2002 VE68 が発見されている。2002 VE68 は、過去7000年間は金星と1:1の軌道共鳴をしており、今後500年間はこの軌道を維持すると考えられている。また、(322756) 2001 CK32 と 2012 XE133 は準衛星の可能性がある。

### 火星
天然の天体ではないが、1989年1月29日に軌道に投入されたフォボス2号は、現在も火星の準衛星として公転していると考えられている。

### 海王星
海王星には (309239) 2007 RW10 が発見されている。元々は海王星のL5トロヤ群小惑星であったが、1万2500年前から海王星の準衛星になっていると推定されている。（309239）2007 RW10 の直径は約247kmと推定されており、発見されている準衛星としては最大である。

### 冥王星
冥王星には準衛星候補天体として (15810) 1994 JR1 が発見されている。準衛星の元となる天体の重力の影響によって現在の軌道にある他の準衛星と異なり、（15810）1994 JR1 は海王星という他の天体の重力によってこの軌道を安定して維持していると考えられている。約10万年前からこの軌道にあると考えられており、あと約25万年間この軌道を維持すると考えられている。
ただし、海王星の影響の強い影響下にある(15810) 1994 JR1の力学的状態を冥王星の準衛星とみなすかについては天文学者間での合意はなく、また後の観測を元にこの天体は冥王星の準衛星ではないという説も提唱されている。

### その他
シミュレーション実験の結果、天王星と海王星は太陽系誕生以降の約45億年間にわたって準衛星を保持できていたと考えられている。一方で、木星および土星近傍では、準衛星の軌道が維持される期間が、それぞれ、1000 万年および 10 万年程度に過ぎないと考えられている。木星および土星が準衛星をもつことは知られている。